# Gheorghe Ciolac
Gheorghe Ciolac (Nagykomlós, 1908. augusztus 10. – 1965. április 13.), román válogatott labdarúgó.
A román válogatott tagjaként részt vett az 1934-es világbajnokságon.